# Judy Davis
Judy Davis (ur. 23 kwietnia 1955 roku w Perth) – australijska aktorka filmowa.
Zasiadała w jury konkursu głównego na 46. MFF w Cannes (1993).

## Życie prywatne
30 października 1984 roku wyszła za mąż za aktora Colina Frielsa. Mają dwoje dzieci: syna Jacka (ur. 1987) i córkę Charlotte (ur. 1997).

## Wybrana filmografia
- 1984: Podróż do Indii jako Adela Quested
- 1987: Przypływ uczuć jako Lillie
- 1991: Nagi lunch jako Joan Frost / Joan Lee
- 1992: Mężowie i żony jako Sally
- 1996: Dzieci rewolucji jako Joan Fraser
- 1997: Władza absolutna (Absolute Power) jako Gloria Russell
- 1997: Przejrzeć Harry’ego (Deconstructing Harry) jako Lucy
- 1998: Odgłosy burzy (The Echo of Thunder) jako Gladwyn Ritchie
- 1998: Celebrity jako Robin Simon
- 1999: Dash i Lilly jako Lillian Hellman
- 1999: Chłodny powiew oceanu (A Cooler Climate) jako Paula Tanner
- 2000: Rosamunde Pilcher
- 2001: Historia Judy Garland jako Judy Garland
- 2001: Gaudi Afternoon jako Cassandra Reilly
- 2001: Człowiek, który procesował się z Bogiem jako Anna
- 2003: Płynąc pod prąd jako Dora Fingleton
- 2003: The Reagans jako Nancy Reagan
- 2004: Od brzegu do brzegu jako Maxine Pierce
- 2006: Sztuka zrywania jako Marilyn Dean
- 2006: Maria Antonina (Marie Antoinette) jako Hrabina de Noailles
- 2012: Zakochani w Rzymie jako Phyllis